# منتخب برمودا للكرة اللينة للسيدات
منتخب برمودا للكرة اللينة للسيدات هو ممثل برمودا الرسمي في المنافسات الدولية في الكرة اللينة للسيدات .

## طالع أيضًا
- منتخب برمودا للكرة اللينة للرجال